# José María Sánchez Iznaga
José María Sánchez e Iznaga, patriota cubano durante las Guerras de Independencia de Cuba, nació el 19 de marzo de 1815 en Trinidad, Capitanía General de Cuba; hijo de Pedro Gabriel Sánchez y Villa y María Bárbara Iznaga y Borrell y falleció el 17 de diciembre de 1887 en Trinidad, Capitanía General de Cuba.
Sánchez Iznaga junto al general venezolano Narciso López, el poeta Miguel Teurbe Tolón, su tío José Aniceto Iznaga Borrell,, Cirilo Villaverde y Juan Manuel Macias, confeccionaron la bandera de Cuba, que es hoy el pabellón oficial: 2 franjas blancas, tres azules, un triángulo rojo y una estrella solitaria. Sobre ella juraron luchar y ofrendar la vida por hacer Cuba independiente.
Miembro del Club de La Habana en 1847 con José Aniceto Iznaga Borrell, Gaspar Betancourt y Francisco de Frías y otros además.

## Conspiraciones de 1848- 1851
El Jefe principal del movimiento y el alma de todo en lo militar, al menos, era, como se ha dicho, el General Narciso López, natural de Venezuela, al servicio de España, donde había hecho una carrera brillante, y que el General Valdés había traído á la isla de Cuba. En esta desempeñó los puestos de Gobernador de las Cuatro Villas, (Trinidad, Sancti Spiritus, Remedios y Santa Clara), y de Presidente de la Comisión Militar Ejecutiva y Permanente de la isla.
Acerca del fracaso de la conspiración del 1848, conocida con el nombre de la Mina de la Rosa Cubana las serranías de Manicaragua, escribe Betancourt Cisneros: « A la cabeza de este movimiento estaba el general Don Narciso López y jóvenes muy distinguidos de aquellos pueblos. Se me ha asegurado que uno de ellos, José María Sánchez Iznaga, le comunicó el proyecto a su padre y éste delató la conspiración a Federico Roncali, Conde de Alcoy, Gobernador General de Cuba. Sánchez y otros han sido presos: López fugó y está en Nueva York.
El General López recibió aviso del Gobernador de Cienfuegos, Brigadier Labra, el mismo 6 de julio de 1848, para que se presentara allí con el fin de comunicársele un asunto urgente del servicio; pero habiendo tenido noticia de las prisiones de Sánchez Iznaga y de José Gregorio Díaz de Villegas, familias de gran prestigio revolucionario en la historia de nuestras luchas por la independencia de la Patria, pasó por la finca de Don Juan B. Entenza y con una velocidad y resistencia admirables, atravesó aquella parte de la Isla de Sur á Norte y tomando en Pijuán el tren del ferrocarril que estaba á punto de salir, llegó á Cárdenas, donde se embarcó en la mañana del siete en un vapor con rumbo á Matanzas. A las cinco y media de la tarde ya estaba en la hermosa ciudad de los dos ríos, donde tuvo la suerte de encontrar otro buque, el Neptuno, que lo llevara á Nueva Providencia, RI.
Roncali, émulo de Vives, no vertió una gota de sangre. La Comisión Militar Permanente, en la causa que instruyó con motivo de estos sucesos, condenó en rebeldía el 3 de marzo de 1849, al General López á la pena de ser pasado por las armas; á la de seis años de presidio ultramarino á José Sánchez Iznaga, dándose por compurgados, como entonces se decía, con la prisión sufrida; al Ledo. José G. Díaz de Villegas, Regidor, Alférez Real del Ayuntamiento de Cienfuegos, y absolviendo al Ledo. Rafael Fernández Cueto, á Francisco Díaz de Villegas, á Ladislao L'inda, á Antonio Guillermo Sánchez y á Gabriel Montiel.
Habiendo logrado el General Narciso López evadir la persecución de que era objeto en Cuba, hemos visto de qué manera salió de Matanzas á mediados de 1848 para ir á refugiarse á Bristol, Estado de Rhode Island. Reunido después, en 1849, en New York con sus amigos José María Sánchez Iznaga, que también pudo escapar de esta Isla, y con Ambrosio José González y Juan Manuel Macías, formaron la primera Junta Cubana y empezaron á organizar, con fondos de la familia Iznaga y bonos cubanos que vendieron una invasión a Cuba, la expedición de "Round Island" o Isla Redonda, que constaba de 1,800 hombres y dos vapores cargados de armas y municiones que estaban a punto de salir un año después de la llegada de López a Nueva York, y la expedición fracaso por haber impedido su salida la proclama de 11 de agosto de 1849 del presidente Zachary Taylor y porque los expedicionarios no recibieron el resto de los auxilios que el Club de La Habana les había prometido. Otra expedición fue con $40,000 pesos el 5 de mayo de 1850 a las 3 de la mañana el barco "Creole" llegó a Cárdenas, Cuba. 
López tenía al mando 400 hombres además de Ambrosio González y José María Sánchez Iznaga, uno de los pocos cubanos de la expedición.El Gobernador con 70 soldados se retiraron y ocuparon una casa que pronto los pudieron sacar cuando le prendieron fuego al edificio. El gobernador y dos de sus oficiales fueron detenidos y varios de sus soldados se reunieron a López, se cogieron $2,400 pesos en la casa de aduana y $1600 pesos del ayuntamiento. En la noche López embarco de nuevo y tuvieron una batalla con un grupo de soldados. López perdió 8 hombres y 10 caballos, y varios heridos, el primero fue Ambrosio González, primer Cubano a dar su sangre por la Independencia de Cuba. López regresó a los EE. UU.
Narciso López planeo otra invasión el 12 de agosto de 1851 en el barco "Pampero" a Playitas, Cuba en la cual fracasó también, al verse derrotado López se entregó a las autoridades y conducido a la Habana, sufrió la pena de muerte, en garrote, el día 1° de septiembre de 1851, a los veintiún días de su entusiasta salida de Nueva Orleans. He aquí cómo describe este acto su amigo José Sánchez Iznaga:
"El primero de septiembre, sobre un cadalso levantado por el despotismo, se vio un héroe, que puesta su confianza en Dios, decía: mi muerte no cambiará los destinos de Cuba. Por ti muero, dijo, y su alma se remontó al cielo. Cuba entera se estremeció, y la luz de una estrella solitaria que se elevaba sobre el horizonte de la isla de Cuba se apago. Era López, el magnánimo López que moría.
Museo de Arquitectura, Trinidad, Cuba - Casa Sánchez Iznaga.
En la antigua vivienda de la Familia Sánchez Iznaga, a un costado de la Plaza Mayor, está ubicado el museo de Arquitectura, único en Cuba y en nuestra América, donde la actividad museológica al servicio de conservación y divulgación del patrimonio arquitectónico local ha sido su razón fundamental de existencia. Las salas de exposición del Museo evidencian las características de los elementos componentes de la arquitectura local, con énfasis en la doméstica expresión del quehacer anónimo de artesanos criollos y su interrelación con la base económica, cuya manifestación material se expresa en el proceso evolutivo de la arquitectura trinitaria.
Sus colecciones están compuestas por elementos arquitectónicos y objetos artesanales estrechamente vinculados al arte de construir en los siglos XVIII y XIX; uniéndosele a la exposición permanente la antigua casona, testimonio material de los modos constructivos y gustos decorativos de la villa. Este binomio mansión-exponentes constituye la clave eficaz para descifrar la ciudad, pues la verdadera colección vive hoy con nosotros y es, sin dudas, Trinidad la Ciudad Museo del Caribe.